# Boompje verwisselen
Boompje verwisselen of boompje wisselen is een kinderspel. De uitdrukking wordt ook figuurlijk gebruikt, en verwijst dan naar gedragingen of handelingen die aan dat spel doen denken.

## Spel
Het spel boompje verwisselen wordt door een groep personen gespeeld die gebruikmaken van een aantal bomen. Er is één boom minder dan er kinderen zijn. Als er geen bomen beschikbaar zijn, kunnen er bijvoorbeeld ook stokken in de grond gestoken worden, hoepels op de grond gelegd worden of met krijt cirkels op de grond getekend worden. De deelnemers staan tegen een boom en mogen zo vaak van boom wisselen als ze maar willen. Maar terwijl daarbij een boom vrij is, probeert de overgebleven persoon (de "kikker") die boom het eerst te bereiken. Daardoor wordt een ander de kikker en nu begint het wisselen opnieuw. (Aan het begin van het spel wordt de kikker aangewezen, eventueel door loting.)
Een variant op dit spel is stuivertje wisselen: de kikker vraagt nu wie er een stuivertje kan wisselen, en de andere deelnemers wisselen van boom.